# Avião de ligação

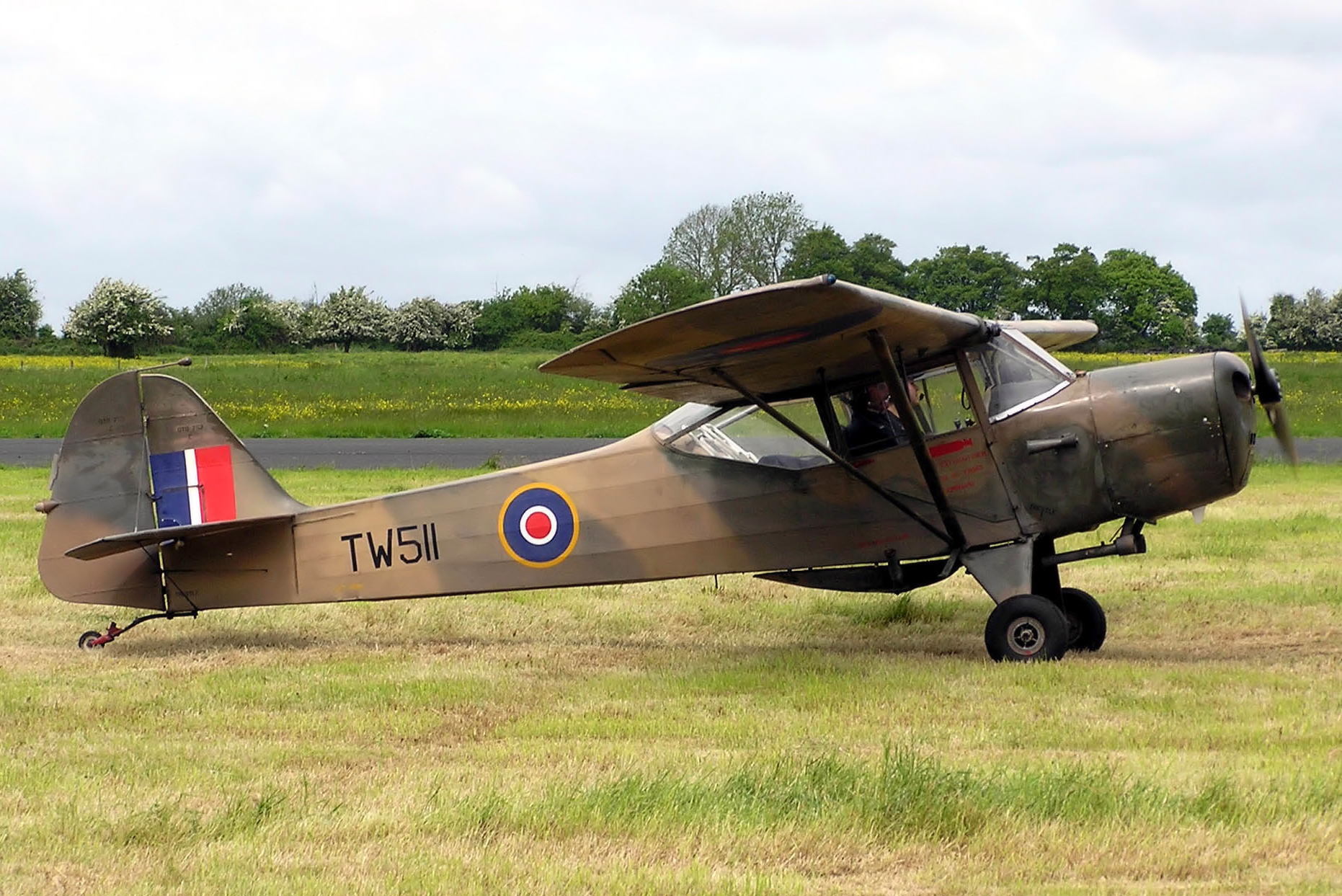
Avião de ligação e observação
Taylorcraft Auster 5 de 1957.

Avião de ligação, é a designação militar de um avião leve e pequeno, em geral desarmado, usado geralmente por forças militares em missões de observação para artilharia, transporte de comandos ou pequenas cargas e mensagens. 

## Histórico
O conceito de avião de ligação foi desenvolvido antes da Segunda Guerra Mundial, e também incluiu as seguintes atividades: reconhecimento do campo de batalha; ambulância aérea; controle de tropas; entrega de cargas leves e outras missões similares. Capaz de operar a partir de campos curtos e condições precárias em condição de STOL. A maior parte dos aviões de ligação foi desenvolvida a partir de aviões civis de uso geral.

## Uso por país

### Alemanha
- Fieseler Fi 156 Storch
- Messerschmitt Bf 108 Taifun

### Brasil
- Paulistinha CAP-4
- Piper PA-18 Super Cub
- Morane-Saulnier MS.760 Paris
- Neiva Regente L-42

### Bulgária
- Kaproni Bulgarski KB-11 Fazan

### Estados Unidos
- Vultee L-1 Vigilant
- Taylorcraft L-2 Grasshopper

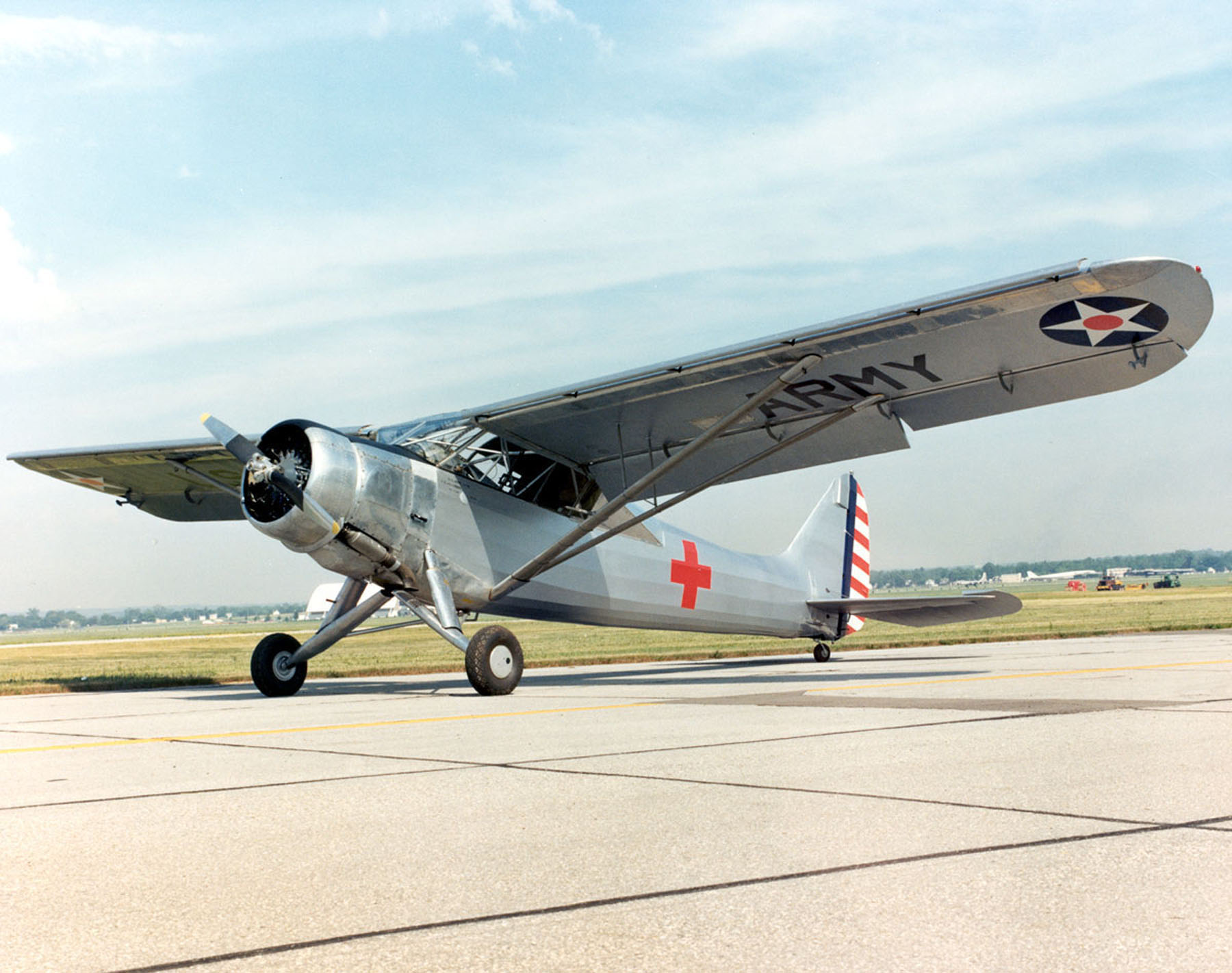
Vultee L-1A

- Waco S Series Waco C-72 ou AAF UC-72 series
- Beechcraft Model 17 Staggerwing AAF Beech UC/YC-43 Traveler (Navy GB-1/2)
- Aeronca L-3 Grasshopper
- Piper L-4 Grasshopper
- Stinson L-5 Sentinel
- Interstate L-6 Cadet
- North American / Ryan L-17 Navion
- Cessna O-1 Bird Dog

### Polônia
- Lublin R-XIII

### Portugal
- Piper PA-18 Super Cub

### Reino Unido
- de Havilland Dominie
- Westland Lysander
- Taylorcraft Auster AOP

### Suíça
- Pilatus PC-6

### União Soviética
- Polikarpov Po-2